# Agnes Carlsson
Agnes (n. Agnes Emilia Carlsson pe 6 martie 1988 în Vänersborg) este o cântăreață suedeză de muzică pop-eurodance care a debutat în anul 2005, odată cu câștigarea emisiunii-concurs Idolul suedez.

## Discografie
Albume de studio
- Agnes (2005)
- Stronger (2006)
- Dance Love Pop (2008)
- Veritas (2012)